# Takeo Ischi
Takeo Ischi o Ishii (石井 健雄 en japonés) (3 de marzo de 1947 en Tokio) es un yodeler japonés.

## Biografía
En la época a la que asistió al instituto, empezó a escuchar música tirolesa en la radio. A pesar de su comportamiento introvertido, siguió los pasos de su padre y estudió ingeniería mecánica en la universidad.
En sus tiempos libres practicaba con la cítara y el dulcémele aparte de escuchar grabaciones de Franzl Lang. Posteriormente participaría en programas de televisión y durante seis meses estuvo residiendo en Alemania, donde continuaría sus estudios musicales. Una de sus primeras actuaciones fue en el Salón de la Cerveza de Zúrich, Suiza.
En 1985 contrae matrimonio con Henriette con quien tuvo cinco hijos.

## Discografía
- Appenzeller
- Der Liebes-Jodler
- Der Küsten-Jodler
- New Bibi-Hendl
- Zwei Spuren im Schnee
- Der Import-Hit aus Japan
- Bockwurst, Bier und Blasmusik
- Wer hat nur Dir das Jodeln beigebracht
- Mei Bibihenderl
- Ich wünsch mir eine Jodlerbraut
- Klarinetten-Muckl-Jodler
- Auf'm Tanzboden bei der Wirtin zum Stern
- Wenn ich verliebt bin, muss ich jodeln
- Suki Yaki
- Japaner Jodler
- Chicken Attack
- Bergvagabunden